# ممان (میانه)
ممان یکی از روستاهای استان آذربایجان شرقی است که در دهستان گرمه جنوبی بخش مرکزی شهرستان میانه واقع شده‌
مردم این روستا به کشاورزی و دامداری مشغول می‌باشد از محصولات این روستا می‌توان به برنج این روستا اشاره کرد که از مقبولیتی بالای برخوردار می‌باشد از دیگر محصولات این روستا نمک این روستا می‌باشد که به اسم نمک ممان در سطح استان و استانهای همجوار توزیع می‌شود
یکی از جاذبه های گردشگری آن روستا وجود لک لک است که به خاطر وجود رودخانه قزل اوزون به آنجا مهاجرت می کنند
درآن روستا یک آب گرم وجود دارد به اسم محلی ایستی سو،که برای بدن درد بسیار خوب است. 